# Großsteingräber bei Rieste
Die Großsteingräber bei Rieste waren 14 Grabanlagen der jungsteinzeitlichen Trichterbecherkultur in der Umgebung des zur Gemeinde Bienenbüttel gehörenden Ortsteils Rieste im Landkreis Uelzen (Niedersachsen). Sie wurden erstmals 1820 durch Georg Heinrich Wilhelm Blumenbach beschrieben, der noch zehn Gräber vorfand, während vier bereits zerstört waren. Georg Otto Carl von Estorff konnte bei seiner Aufnahme 1843 nur noch acht Gräber ausmachen. Gerhard Körner fand 1937 nur noch die letzten Reste eines einzigen Grabes vor. Die durch von Estorff in Zeichnung wiedergegebenen Gräber 3 und 6 tragen die Sprockhoff-Nummer 743 und 744.

## Lage

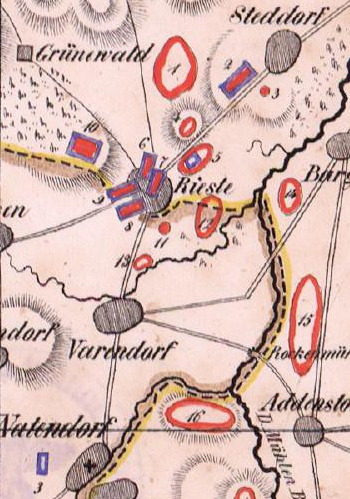
Lage der um 1843 noch vorhandenen Gräber nach von Estorff (blau umrandet)

Nicht für alle Gräber sind genaue Ortsangaben überliefert. So lag Grab 1 nach Blumenbach wohl in Richtung Natendorf. Die Gräber 2 und 3 lagen in Rieste beim Hof Hoins. Dies entspricht heute etwa dem südlichen Dorfende an der Straße Zum Bachfeld. Die Gräber 4 und 5 verortete Blumenbach im Rieste beim Hof Kruse. Für die Gräber 6 bis 8 gab er lediglich die Angabe „bei Rieste“; die Gräber 7 und 8 waren bei von Estorffs Aufnahme schon nicht mehr vorhanden und fehlen somit auf seiner Karte. Grab 9 lag bei Rieste oder Steddorf. Die Gräber 10 bis 13 waren bereits 1820 zerstört, so dass Blumenbach keine genaue Ortsangabe mehr machen konnte. Grab 14 lag unweit des nordöstlichen Ortsausgangs von Rieste.

## Beschreibung

### Grab 1
Grab 1 wurde von Blumenbach als ein Hünenbett mit deutlich sichtbarer Hügelschüttung wiedergegeben. Die wohl noch vollständige Umfassung bestand aus 18 Steinen. Die Grabkammer war ebenfalls noch vollständig erhalten und besaß fünf oder sechs Decksteine. Die Anzahl der Wandsteine ist auf Blumenbachs Skizze nicht genau zu erkennen.

### Grab 2
Grab 2 besaß gemäß Blumenbach ebenfalls ein Hünenbett mit gut erhaltener Umfassung. Die Decksteine der Grabkammer scheinen wohl nicht mehr an ihren ursprünglichen Positionen gelegen zu haben.

### Grab 3

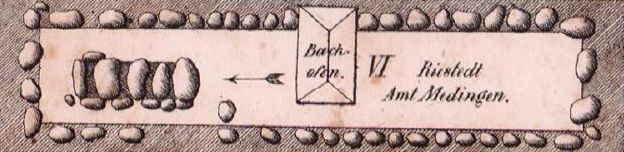
Grab 3 nach von Estorff

Grab 3 besaß ein nord-südlich orientiertes Hünenbett mit einer Länge von 39 m und einer Breite zwischen 6 und 9 m. Die Umfassung war bei der Aufnahme durch von Estorff noch größtenteils erhalten, lediglich im nördlichen Teil der westlichen Langseite befand sich eine größere Lücke. Die meisten der erhaltenen Steine standen noch in situ. Die Grabkammer lag nahe dem nördlichen Ende des Hünenbetts. Hier waren noch alle fünf Wandsteine der westlichen Langseite, der nördliche Abschlussstein und der nördliche Wandstein der östlichen Langseite in situ erhalten, eventuell auch der südliche Abschlussstein und der angrenzende Wandstein der Ostseite. Von den wohl ursprünglich fünf Decksteinen fehlte bereits der nördliche. Die drei mittleren waren ins Innere der Kammer gestürzt. Der südliche Deckstein lag wohl noch auf den Wandsteinen auf. Etwa an der Mitte der östlichen Langseite des Hünenbetts war nach von Estorff ein moderner Backofen errichtet worden. Gerhard Körner konnte 1937 von diesem Grab lediglich noch die Hügelschüttung und ein paar einzelne Steine ausfindig machen.

### Grab 6

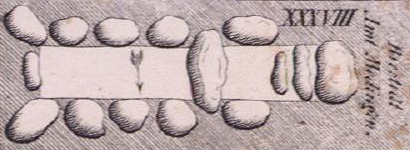
Grab 6 nach von Estorff

Grab 6 besaß eine ost-westlich orientierte Grabkammer, die bereits bei der Aufnahme durch von Estorff größere Schäden aufwies. Erhalten waren der östliche Abschlussstein sowie jeweils fünf Wandsteine an den Langseiten, von denen zumindest die beiden östlichen Ecksteine umgekippt waren. In der Mitte der Kammer lag ein herabgestürzter Deckstein. Drei Steine am westlichen Ende sind nicht sicher zu deuten.